# Vostochni (Ciudad de Krasnodar)
Vostochni (del ruso: Восточный) es un posiólok del distrito Prikubanski de la ókrug urbano de Krasnodar del krai de Krasnodar, en el sur de Rusia. Está situado en las tierras bajas de Kubán-Azov, al norte del curso del río Kubán, 22 km al noroeste del centro de Krasnodar. Tenía 56 habitantes en 2010
Pertenece al municipio Beriózovski.

## Historia
La localidad recibió su nombre actual el 11 de marzo de 1977, por decisión del Consejo Municipal de Krasnodar sobre territorios de varias granjas de los ókrug Léninski, Pervomaiski y Sovetski de la ciudad.

## Servicios
1 km al sur se halla la central de residuos sólidos urbanos de Krasnodar.